# Rabdophaga californica
Rabdophaga californica är en tvåvingeart som först beskrevs av Ephraim Porter Felt 1908.  Rabdophaga californica ingår i släktet Rabdophaga och familjen gallmyggor.
Artens utbredningsområde är Kalifornien. Inga underarter finns listade i Catalogue of Life.